# 青森県道110号黒石藤崎線
青森県道110号黒石藤崎線（あおもりけんどう110ごう くろいしふじさきせん）は、青森県黒石市から南津軽郡藤崎町を結ぶ県道である。

## 概要
起点は黒石市上町の青森県道38号五所川原黒石線上から始まり、南津軽郡田舎館村堂野前まで県道38号に重複する。田舎館村前田屋敷・JRの跨線橋を越え、そこからJR五能線の線路を越えて藤崎町藤崎で国道7号および国道339号に至る。また川部駅の北側（南津軽郡藤崎町藤越東亀田）から藤崎町西豊田の国道7号・国道339号バイパス交点となる国道339号バイパス入口交差点までバイパスが開通している。

### 路線データ
- 起点：黒石市[1]（黒石市大字上町[2]）
- 終点：南津軽郡藤崎町[1]（南津軽郡藤崎町大字藤崎字新城[2]）

## 歴史
- 1961年（昭和36年）2月10日 - 県道に認定される[1]。

## 路線状況

### 重複区間
- 青森県道38号五所川原黒石線（黒石市大字上町・起点 - 南津軽郡田舎館村堂野前）

## 地理

### 交差する道路
- 青森県道38号五所川原黒石線（黒石市大字上町、起点）
- 青森県道38号五所川原黒石線（南津軽郡田舎館村堂野前）
- 青森県道148号畑中竹鼻線（南津軽郡田舎館村前田屋敷）
- 青森県道136号常盤新山線（南津軽郡田舎館村川部村元）
- 青森県道255号川部停車場線（南津軽郡田舎館村川部上西田）
- 国道7号・国道339号（南津軽郡藤崎町藤崎字四本松、舟場交差点）

### 交差する道路（バイパス）
- 町道（川部駅方面）（南津軽郡藤崎町藤越東亀田）
- 国道7号・国道339号バイパス（南津軽郡藤崎町豊田、国道339号バイパス入口交差点、終点）

### 沿線の施設など
重複区間を除く。
- 川部温泉
- JR川部駅
- 青森競輪藤崎場外車券売場